# بخش چنگ الماس
بخش چنگ الماس یکی از بخش‌های شهرستان بیجار در استان کردستان در غرب ایران است.

## تقسیمات کشوری
- بخش چنگ الماس
  - دهستان بابارشانی
  - دهستان پیرتاج
  - دهستان خسروآباد

شهر: بابارشانی، پیرتاج

## جمعیت
بنابر سرشماری مرکز آمار ایران، جمعیت بخش چنگ الماس شهرستان بیجار در سال ۱۳۸۵ برابر با ۱۴۵۷۰ نفر بوده است.